# Tarsha Ebbern
Tarsha Leann Ebbern (ur. 7 maja 1970) – australijska narciarka, specjalistka narciarstwa dowolnego. Najlepszy wynik na mistrzostwach świata osiągnęła podczas mistrzostw w Oberjoch, gdzie zajęła 4. miejsce w kombinacji. Zajęła również 17. miejsce w balecie narciarskim na igrzyskach olimpijskich w Albertville, jednakże balet był wtedy jedynie dyscypliną pokazową. Najlepsze wyniki w Pucharze Świata osiągnęła w sezonie 1989/1990, kiedy to zajęła 15. miejsce w klasyfikacji generalnej, a w klasyfikacji kombinacji była czwarta.

## Osiągnięcia

### Mistrzostwa świata
| Miejsce | Dzień     | Rok  | Miejscowość | Konkurencja        | Zwycięzca          |
| ------- | --------- | ---- | ----------- | ------------------ | ------------------ |
| 14.     | 1 marca   | 1989 | Oberjoch    | Balet narciarski   | Jan Bucher         |
| 20.     | 3 marca   | 1989 | Oberjoch    | Jazda po muldach   | Raphaëlle Monod    |
| 4.      | 5 marca   | 1989 | Oberjoch    | Kombinacja         | Melanie Palenik    |
| 17.     | 5 marca   | 1989 | Oberjoch    | Skoki akrobatyczne | Catherine Lombard  |
| 14.     | 11 lutego | 1991 | Lake Placid | Balet narciarski   | Ellen Breen        |
| 25.     | 13 lutego | 1991 | Lake Placid | Jazda po muldach   | Donna Weinbrecht   |
| 17.     | 12 marca  | 1993 | Altenmarkt  | Balet narciarski   | Ellen Breen        |
| 8.      | 17 lutego | 1995 | La Clusaz   | Balet narciarski   | Jelena Batałowa    |
| 10.     | 7 lutego  | 1997 | Iizuna      | Balet narciarski   | Oksana Kuszczenko  |
| 14.     | 11 marca  | 1999 | Meiringen   | Balet narciarski   | Natalja Razumowska |

### Puchar Świata

#### Miejsca w klasyfikacji generalnej
- sezon 1986/1987: 59.
- sezon 1988/1989: 52.
- sezon 1989/1990: 15.
- sezon 1990/1991: 48.
- sezon 1992/1993: 70.
- sezon 1993/1994: 47.
- sezon 1994/1995: 40.
- sezon 1995/1996: 39.
- sezon 1996/1997: 36.
- sezon 1997/1998: 41.
- sezon 1998/1999: -

#### Miejsca na podium
1. Breckenridge – 29 stycznia 1989 (Kombinacja) – 3. miejsce
2. Tignes – 16 grudnia 1989 (Kombinacja) – 3. miejsce
3. La Plagne – 17 grudnia 1989 (Kombinacja) – 2. miejsce
4. Iizuna – 18 lutego 1990 (Kombinacja) – 3. miejsce
5. La Clusaz – 16 marca 1990 (Kombinacja) – 2. miejsce
6. Whistler Blackcomb – 17 stycznia 1997 (Balet) – 3. miejsce